# Proindosialis cantalensis
Proindosialis cantalensis là một loài côn trùng trong họ Sialidae thuộc bộ Megaloptera. Loài này được Nel miêu tả năm 1988.